# Jan Christian Wittelsbach (Pfalz-Sulzbach)
Jan Christian Józef Wittelsbach (ur. 23 stycznia 1700 Sulzbach-Rosenberg – zm. 20 lipca 1733 Sulzbach-Rosenberg) – hrabia palatyn i książę Palatynatu-Sulzbach.
Najstarszy syn księcia Palatynatu-Sulzbach Teodora i Marii Eleonory Hessen-Rotenburg-Rheinfels. Jego dziadkami byli: Christian i Amelia Nassau-Siegen oraz Wilhelm landgraf Hesji-Rheinfels-Rothenburg i Maria Anna hrabina zu Löwenstein.
Linia książąt Pfalz-Sulzbach była drugą po linii Pfalz-Neuburg uprawnioną do dziedziczenia Palatynatu-Reńskiego. Elektor Palatynatu-Reńskiego Karol III Filip Wittelsbach nie miał męskich potomków. Dlatego postanowiono połączyć dwie linie Wittelsbachów Reńskich przez małżeństwo córki elektora Elżbiety Augusty i starszego brata Jana Józefa Karola. Małżeństwo to nie doczekało się męskiego potomka. Józef Karol zmarł w 1729 roku. Jan Christian został więc nie tylko następcą swojego ojca Teodora, ale również następcą elektora Palatynatu Reńskiego Karola III Filipa. 
5 lutego 1722 ożenił się z Anną Marią de Turenne (1708-1728). Anna Maria była siostrzenicą Marszałka Francji Henryka de Turenne. Para miała jednego syna Karola Teodora, oraz jedną córkę, która zmarła miesiąc po narodzinach. Anna Maria zmarła w 1728 roku.
25 stycznia 1731 roku ożenił się z księżniczką Hesji-Rheinfels-Rotenburg Eleonorą Filipiną (1712-1759). Para nie miała dzieci. 
Po śmierci ojca w 1732 roku został księciem Palatynatu-Sulzbach. Zmarł rok później. Jego następcą został syn Karol Teodor, który w 1742 roku został elektorem Palatynatu Reńskiego, zaś w 1777 elektorem Bawarii.